# Morona-Santiago
La province de Morona-Santiago est une province de l'Équateur. Sa capitale est Macas.

## Découpage territorial
La province est divisée en onze cantons :

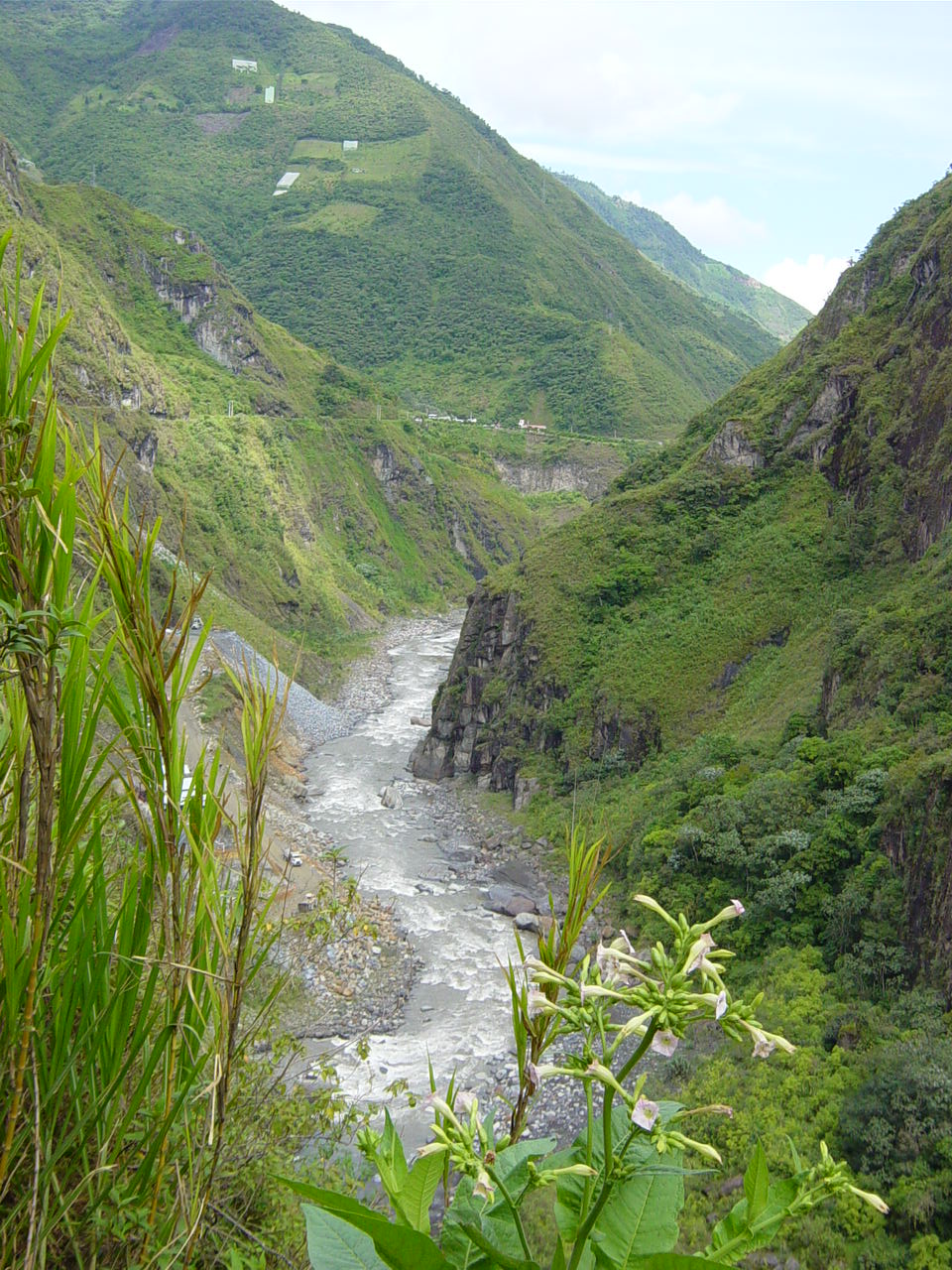
Rivière Pastazas près de Baños

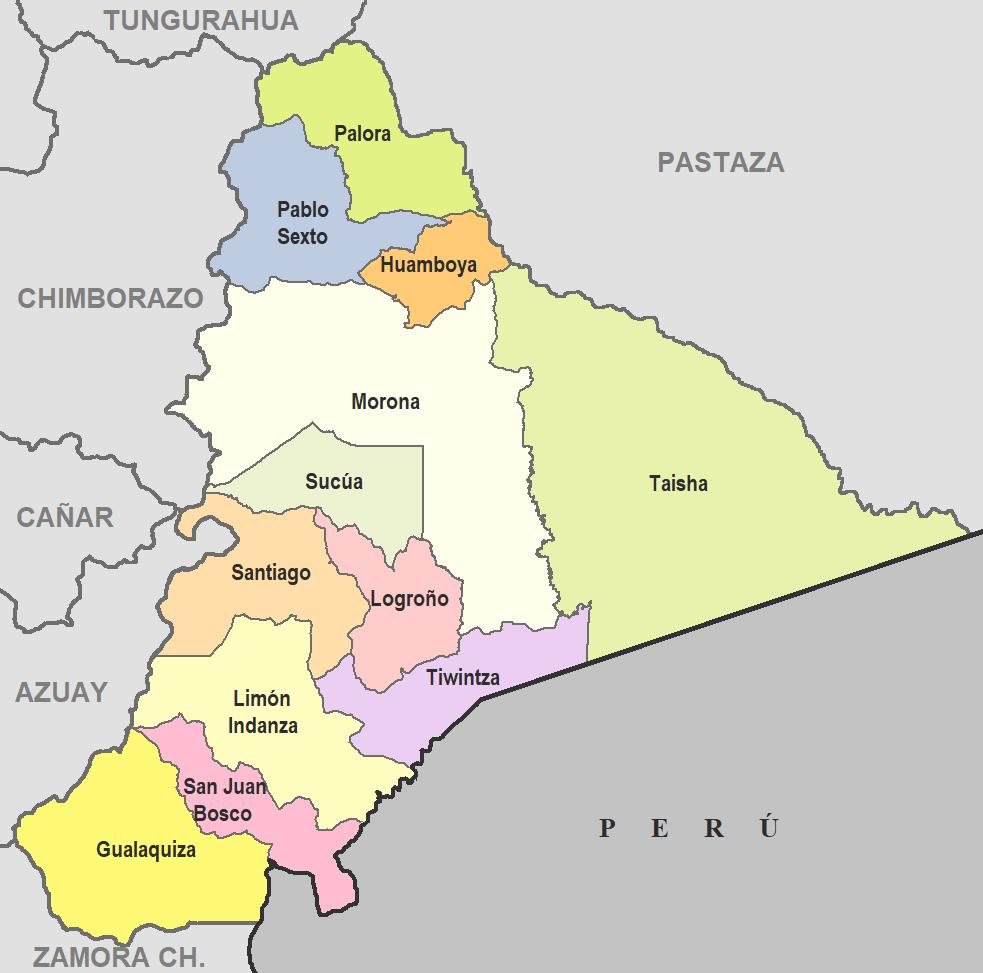
Cantons de Morona-Santiago.

| Canton         | Superficie (km2) | Population (2010) | Densité (hab./km2) | Chef-lieu                        |
| -------------- | ---------------- | ----------------- | ------------------ | -------------------------------- |
| Gualaquiza     | 2 203            | 17 162            | 7,8                | Gualaquiza                       |
| Huamboya       | 653              | 8 466             | 13                 | Huamboya                         |
| Limón Indanza  | 2 101            | 9 722             | 4,6                | General Leonidas Plaza Gutiérrez |
| Logroño        | 1 218            | 5 723             | 4,7                | Logroño                          |
| Morona         | 5 095            | 41 155            | 8,1                | Macas                            |
| Pablo Sexto    | 1 371            | 1 523             | 1,1                | Pablo Sexto                      |
| Palora         | 1 436            | 6 936             | 4,8                | Palora                           |
| San Juan Bosco | 1 138            | 3 908             | 3,4                | San Juan Bosco                   |
| Santiago       | 1 691            | 9 295             | 5,5                | Santiago de Méndez               |
| Sucúa          | 1 298            | 18 318            | 14,1               | Sucúa                            |
| Taisha         | 6 090            | 18 437            | 3                  | Taisha                           |
| Tiwintza       | 816              | 6 995             | 8,6                | Santiago                         |